# Ströms Bruks AB
Ströms Bruks AB (från 1965 Ström-Ljusne AB), var en tidigare svensk tidigare skogsindustrikoncern hemmahörande i Strömsbruk. Bolaget hade sulfit- och sulfitspritsfabrik i Strömsbruk samt sågverk och hyvleri i Stocka. Ströms Bruk var även huvudägare i Ljusne-Woxna AB. År 1965 fusionerades detta med moderbolaget varvid bolagsnamnet ändrades till Ström-Ljusne AB. Två år senare, 1967, förvärvades företaget av Bergvik och Ala AB.

## Historia

### Ströms bruk grundas
Ströms bruk anlades 1672 som ett järnbruk på initiativ Hans Behm, faktor vid Söderhamns gevärsfaktori. Vid Harmångersån uppfördes en stångjärnshammare vilken stod färdig 1676. Samtidigt anlades även en masugn i Gnarp. Ytterligare en hammare tillkom senare i Ströms bruk. 1688 kom bruken i familjen Lohes ägo. Ägandet kom sedan att växla fram till att firman Jennings & Finlay köpte Ströms bruk och Gnarps masugn på auktion 1751. John Jennings blev ensamägare 1761, och 1764 grundade han Franshammars bruk i Hassela socken.

### Järnbruken ersätts med sulfitfabrik och sågverk
År 1790 köptes de tre bruken av bröderna Fredrik och Jakob Niklas Tersmeden. Familjen Tersmeden kom att äga bruken in på 1900-talet. År 1835 bestod verksamheten vid de dåvarande Strömsverken (Ström, Gnarp och Franshammar) av sammanlagt 7 hammare och 9 härdar. Vid tiden för bildandet av Ströms Bruks Aktiebolag 1873 hade verksamheten även utökats med Andersfors bruk i Bergsjö. Man var även delägare i Stocka sågverk, som startats 1856. Franshammars bruk hade dock lagts ned (1870), och 1876 nedlades även bruket i Andersfors. Gnarps masugn blåstes ned 1878. Tillverkningen, som därmed var koncentrerad till Ströms bruk, utgjordes 1880 av omkring 30 000 ctr stångjärn och 30 000 ctr smältstycken. Även järntillverkningen vid Ströms bruk nedlades slutligen på 1889, och i stället byggdes en sulfitfabrik 1889–91. Stocka sågverk blev helägt av bolaget 1897. Sulfitfabriken kompletterades med en sulfitspritfabrik 1918.

### Ströms Bruks AB förvärvar Ljusne-Woxna AB
År 1926 inköpte Ströms Bruks AB aktiemajoriteten i Ljusne-Woxna AB. Detta företag kom dock att fungera som ett fristående dotterbolag. Antalet anställda i Ströms Bruks AB uppgick år 1950 till ca 900. Tillverkningskapaciteten var samma år omkring 38 000 ton viskosmassa och blekt papperssulfit, 3 500 m³ sulfitsprit och 10 000 stds trävaror. Utöver detta bedrevs även en omfattande skogshantering. 
År 1965 uppgick Ljusne-Woxna i moderbolaget, och bolagsnamnet ändrades till Ström-Ljusne AB. Därmed tillkom nya verksamheter in såsom plywood- och wallboardfabriker, en trähusfabrik samt tillverkning av kätting. 1967, endast två år senare, köptes Ström-Ljusne av Bergvik och Ala AB. Detta eftersom det nya bolaget under sina två första år haft en svag ekonomisk utveckling. Strömsbruks sulfitfabrik och Stocka sågverk såldes samtidigt till AB Iggesunds Bruk. Sulfitfabriken i Strömsbruk lades ned 1981 och ersattes med en plastbeläggningsfabrik. Denna övergick senare i Holmen-koncernens ägo efter att Holmen tagit över Iggesunds Bruk och ingår i Holmens kartongdivision. Stocka sågverk nedlades 1995. De delar av företaget som inlemmades i Bergvik och Ala är idag alla nedlagda. Sist var kättingfabriken i Ljusne som avvecklades 2003 av den dåvarande norska ägaren Scana.